# Wereldkampioenschap schaatsen allround vrouwen 1995
Het zesenvijftigste Wereldkampioenschap schaatsen allround voor vrouwen werd op 3 en 4 maart 1995 verreden op de Savalen kunstisbane van Savalen, (provincie Hedmark), Noorwegen. Het was het veertiende WK Allround (voor vrouwen) dat in Noorwegen plaatsvond. Het was het laatste wereldkampioenschap dat apart voor vrouwen werd georganiseerd. Hierna werden de kampioenschappen voor vrouwen en mannen tegelijk gehouden.
Zesentwintig schaatssters uit veertien landen, Noorwegen (1), Duitsland (3), Japan (3), Nederland (3), de Verenigde Staten (3), Canada (2), Oostenrijk (2), Roemenië (2), Rusland (2), Italië (1), Kazachstan (1), Zweden (1) en voor de eerste keer Letland (1) en Oekraïne (1), namen eraan deel. Acht rijdsters debuteerden deze editie.
Gunda Niemann-Kleemann stond met haar zesde deelname voor de vijfde keer op het erepodium en werd voor de vierde keer wereldkampioene. Ze was daarmee de vierde vrouw die viermaal de wereldtitel veroverde, Inga Artamonova ('57, '58, '62, '64),Atje Keulen-Deelstra  ('70, '72, '73, '74) en Karin Enke ('82, '84, '86, '87) gingen haar hier in voor. Ze was ook de zesde vrouw die wereldkampioene werd door middel van vier afstandzeges, Laila Schou Nilsen ('37), Verné Lesche ('47), Lidia Skoblikova ('63, '64), Beth Heiden ('79), Andrea Schöne-Mitscherlich ('85) gingen haar hier in voor.
Ljoedmila Prokasjeva stond met haar vijfde deelname aan het WK Allround als eerste Kazachse bij de huldiging op het erepodium, zij werd tweede. Debutante Annamarie Thomas werd de achtste Nederlandse vrouw die het erepodium beklom, zij werd derde.
Naast Annamarie Thomas bestond de Nederlandse afvaardiging uit Tonny de Jong en Carla Zijlstra. Annamarie Thomas veroverde de bronzen medaille op de 1500m en Carla Zijlstra veroverde op de 3000m en 5000m de zilveren medaille.
Ook dit kampioenschap werd over de grote vierkamp, respectievelijk de 500m, 3000m, 1500m en 5000m, verreden.

## Afstandmedailles
| Afstand | Goud ·                 | Zilver ·             | Brons ·                  |
| ------- | ---------------------- | -------------------- | ------------------------ |
| 500m    | Gunda Niemann-Kleemann | Emese Hunyady        | Moira d'Andrea           |
| 3000m   | Gunda Niemann-Kleemann | Carla Zijlstra       | Ljoedmila Prokasjeva     |
| 1500m   | Gunda Niemann-Kleemann | Ljoedmila Prokasjeva | Annamarie Thomas         |
| 5000m   | Gunda Niemann-Kleemann | Carla Zijlstra       | Heike Warnicke-Schalling |

## Klassement
| Rang   | Schaatsster              | Land             | Punten  | 500m       | 3000m        | 1500m        | 5000m        |
| ------ | ------------------------ | ---------------- | ------- | ---------- | ------------ | ------------ | ------------ |
| Goud   | Gunda Niemann-Kleemann   | Duitsland        | 171,276 | 41,00 (1)  | 4.24,72 (1)  | 2.03,86 (1)  | 7.28,70 (1)  |
| Zilver | Ljoedmila Prokasjeva     | Kazachstan       | 175,201 | 42,68 (9)  | 4.26,13 (3)  | 2.06,15 (2)  | 7.41,16 (4)  |
| Brons  | Annamarie Thomas         | Nederland        | 175,548 | 42,25 (5)  | 4.28,44 (6)  | 2.06,62 (3)  | 7.43,52 (5)  |
| 4      | Emese Hunyady            | Oostenrijk       | 175,842 | 41,27 (2)  | 4.30,13 (7)  | 2.08,00 (5)  | 7.48,85 (8)  |
| 5      | Heike Warnicke-Schalling | Duitsland        | 177,138 | 43,40 (17) | 4.27,68 (4)  | 2.09,55 (8)  | 7.39,42 (3)  |
| 6      | Mie Uehara               | Japan            | 177,309 | 42,73 (11) | 4.30,83 (8)  | 2.09,25 (7)  | 7.43,58 (6)  |
| 7      | Claudia Pechstein        | Duitsland        | 178,120 | 42,91 (14) | 4.31,28 (9)  | 2.09,97 (9)  | 7.46,74 (7)  |
| 8      | Carla Zijlstra           | Nederland        | 178,682 | 44,82 (23) | 4.25,06 (2)  | 2.11,80 (16) | 7.37,53 (2)  |
| 9      | Maki Tabata              | Japan            | 179,085 | 42,85(12)  | 4.35,15 (14) | 2.09,20 (6)  | 7.53,11 (9)  |
| 10     | Tonny de Jong            | Nederland        | 179,445 | 43,02 (15) | 4.32,46 (11) | 2.10,77 (12) | 7.54,25 (10) |
| 11     | Anette Tønsberg          | Noorwegen        | 180,052 | 42,68 (9)  | 4.32,63 (13) | 2.12,09 (18) | 7.59,04 (11) |
| 12     | Moira d'Andrea           | Verenigde Staten | 180,074 | 41,70 (3)  | 4.37,02 (16) | 2.10,14 (10) | 8.08,24 (12) |
| NC13   | Mihaela Dascalu          | Roemenië         | 132,149 | 42,40 (6)  | 4.35,80 (15) | 2.11,35 (16) | -            |
| NC14   | Becky Sundström          | Verenigde Staten | 132,264 | 41,97 (4)  | 4.39,23 (20) | 2.11,27 (14) | -            |
| NC15   | Noriko Munekata          | Japan            | 132,461 | 43,37 (16) | 4.32,47 (12) | 2.11,04 (13) | -            |
| NC16   | Emese Antal              | Oostenrijk       | 132,549 | 42,44 (7)  | 4.39,16 (19) | 2.10,75 (11) | -            |
| NC17   | Cerasela Hordobetiu      | Roemenië         | 133,284 | 42,63 (8)  | 4.39,01 (18) | 2.12,46 (19) | -            |
| NC18   | Elena Belci-Dal Farra    | Italië           | 134,846 | 44,28 (22) | 4.32,04 (10) | 2.15,68 (23) | -            |
| NC19   | Svetlana Vysokova        | Rusland          | 134,904 | 43,79 (18) | 4.38,39 (17) | 2.14,15 (21) | -            |
| NC20   | Chris Scheels            | Verenigde Staten | 135,506 | 44,22 (21) | 4.42,42 (21) | 2.12,65 (20) | -            |
| NC21   | Christina Schön          | Zweden           | 135,671 | 44,02 (19) | 4.45,99 (22) | 2.11,96 (17) | -            |
| NC22   | Ingrid Liepa             | Canada           | 136,199 | 42,90 (13) | 4.51,40 (24) | 2.14,20 (22) | -            |
| NC23   | Svitlana Konstantynova   | Oekraïne         | 138,453 | 44,12 (20) | 4.51,32 (23) | 2.17,34 (24) | -            |
| NC24   | Isabelle Doucet          | Canada           | 140,058 | 45,23 (24) | 4.51,59 (25) | 2.18,69 (25) | -            |
| NC25   | Ilonda Lūse              | Letland          | 142,626 | 46,27 (25) | 4.55,18 (26) | 2.21,48 (26) | -            |
| -      | Svetlana Bazjanova       | Rusland          | 87,333  | NF         | 4.28,04 (5)  | 2.07,98 (4)  | -            |

* = met val
NC = niet gekwalificeerd
NF = niet gefinisht
NS = niet gestart
DQ = gediskwalificeerd
Vet gezet = kampioenschapsrecord